# Наймит (фільм)
«Наймит» (фр. The Hireling) — британський фільм-драма 1973 року, поставлений режисером Аланом Бріджесом за романом Леслі Поулза Гартлі. Фільми здобув Золоту пальмову гілку 26-го Каннського міжнародного кінофестивалю (разом з фільмом «Опудало»), а Сара Майлз була удостоєна Спеціального призу журі за виконання ролі леді Франклін .

## Сюжет
Дія фільму відбувається в Лондоні відразу після Першої світової війни. Скромна дівчина з вищого світу леді Франклін (Сара Майлз), що виходить з приватної клініки і все ще не оговтавшись від нервового потрясіння, викликаного смертю чоловіка, наймає нового шофера. Найнятий робітник Стівен Ледбеттер (Роберт Шоу) гарний собою, упевнений, харизматичний, активний, але, на жаль, небагатий і не має ваги в суспільстві. Дуже скоро чоловік закохується у свою хазяйку і починає робити їй знаки уваги.

## У ролях
| Роберт Шоу        | ···· | Стівен Ледбеттер    |
| Сара Майлз        | ···· | леді Франклін       |
| Пітер Іган        | ···· | капітан Г'ю Кантріп |
| Керолайн Мортімер | ···· | Конні               |
| Елізабет Селларс  | ···· | мати леді Франклін  |
| Ієн Гогг          | ···· | Девіс               |
| Крістін Гаргрівз  | ···· | Дорін               |
| Ліндон Брук       | ···· | лікар               |
| Патриція Лоуренс  | ···· | місіс Гансен        |

## Знімальна група
- Автор сценарію — Вульф Манковіц (роману Леслі Поулза Гартлі[en])
- Режисер-постановник — Алан Бріджес
- Продюсер — Бен Ербейд
- Виконавчий продюсер — Теренс Бейкер
- Композитор — Марк Вілкінсон
- Оператор — Майкл Рід
- Монтаж — Пітер Вітерлей
- Художник-постановник — Наташа Кролл
- Художник по костюмах — Філліс Долтон

## Визнання
| Нагороди та номінації фільму «Наймит» | Нагороди та номінації фільму «Наймит»    | Нагороди та номінації фільму «Наймит»      | Нагороди та номінації фільму «Наймит» | Нагороди та номінації фільму «Наймит» | Нагороди та номінації фільму «Наймит» |
| Рік                                   | Кінофестиваль/кінопремія                 | Категорія/нагорода                         | Номінант                              | Результат                             |                                       |
| ------------------------------------- | ---------------------------------------- | ------------------------------------------ | ------------------------------------- | ------------------------------------- | ------------------------------------- |
| 1973                                  | 26-й Каннський міжнародний кінофестиваль | Золота пальмова гілка                      | Наймит                                | Перемога                              |                                       |
| 1973                                  | 26-й Каннський міжнародний кінофестиваль | Спеціальний приз журі                      | Сара Майлз                            | Перемога                              |                                       |
| 1973                                  | Національна рада кінокритиків США        | ТОП-10 фільмів                             | Наймит                                | Перемога                              |                                       |
| 1974                                  | Премія BAFTA                             | Найкращий новий актор в ролі другого плану | Пітер Іган                            | Перемога                              |                                       |
| 1974                                  | Премія BAFTA                             | Найкращий художник постановник             | Наташа Кролл                          | Перемога                              |                                       |
| 1974                                  | Премія BAFTA                             | Найкращий художник по костюмах             | Філліс Долтон                         | Перемога                              |                                       |